# Jean-Wolfgang Freymon
Jean-Wolfgang Freymon, jurisconsulte allemand, né à Oberhausen en Bavière.
Il fut reçu docteur à Ingolstadt en 1572 ; assesseur du tribunal de la chambre impériale en 1575, et conseiller d'empire en 1581. Il remplit aussi quelques missions diplomatiques auprès des électeurs de Saxe et de Brandebourg. 
Freymon est auteur des ouvrages suivants : 
1. Enchiridion LL. CC. ex principiis contractuum, ultimarum voluntatum et judiciorum materiis congeslum, Francfort ;
2. Schematismorum de processu libri duo, Ingolstadt, 1570 ;
3. Observationum juridicarum crepundia, Munich, 1576, in-8° ;
4. Elenchus omnium scriptorum qui in juretum civili quam canonico, vel commentando vel quibuscumque modis explicando et illustrando ad nostram cetatem usque claruerunt, nomina et monumenta complectens, Francfort, 1579, in-4°. La première édition avait paru au même lieu, en 1574. Cette espèce de bibliothèque est une réimpression du catalogue publié par Ziletti (Jean-Baptiste), à Venise, en 1558, sous le titre Index librorum omnium juris tam pontifidi quam Cœsarei, et successivement augmenté par les soins de Gomès, Fichard et Nevizan. Freymon a profité de leurs travaux sans que son ouvrage y ait beaucoup gagné. Cet Elenchus est rédigé par titres, sous chacun desquels sont rangés des livres aujourd'hui tous fort anciens et fort oubliés, et dont Freymon n'a pas même eu le soin d'indiquer les éditions. Cependant il mérite encore d'être consulté, parce qu'on y trouve deux petites dissertations fort curieuses de Jean Nevizani, auteur du Syloa Nuptialis, sur les moyens de diminuer le nombre des livres imprimés, et sur la question de savoir s'il importe de posséder beaucoup de livres.
5. Symphonia juris utriusque chronologica, Francfort, 1574, in-fol. Cet ouvrage passe pour le meilleur de tous ceux de Freymon, quoique l'auteur n'eût que vingt-sept ans lorsqu'il le rédigea. C'est une liste chronologique des jurisconsultes et des principales lois contenues dans le corps de droit, liste disposée par olympiades avec la concordance des années romaines et de l'ère chrétienne. Il est fâcheux qu'elle ne s'étende point au-delà de Justinien. Un extrait de cet ouvrage, en ce qui concerne les lois du Code, a été réuni à un semblable travail fait par Jacques La Bitte et Antonio Agustín, sur les lois du Digeste, dans les Indices juris varii, imprimés à Genève, en 1585, in-8°.

Abraham Wieling s'est aussi beaucoup servi de l'ouvrage de Freymon dans sa Jurisprudentia restituta, seu Index chronologicus in totum juris Justinianei corpus, Amsterdam, 1727, in-8°.

## Source
« Jean-Wolfgang Freymon », dans Louis-Gabriel Michaud, Biographie universelle ancienne et moderne : histoire par ordre alphabétique de la vie publique et privée de tous les hommes avec la collaboration de plus de 300 savants et littérateurs français ou étrangers, 2e édition, 1843-1865 [détail de l’édition]